# Луї Піло
Луї Піло (фр. Louis Pilot; 11 листопада 1940, Еш-сюр-Альзетт, Люксембург — 16 квітня 2016) — колишній люксембурзький футбольний півзахисник, а згодом — тренер.
Лауреат Ювілейної нагороди УЄФА як найвидатніший люксембурзький футболіст 50-річчя (1954—2003). Чотири рази визнавався найкращим люксембурзьким футболістом року (у 1966, 1970, 1971 та 1972 роках). Чотириразовий чемпіон Бельгії у складі команди «Стандард» (Льєж).

## Клубна кар'єра
Футбольну кар'єру розпочав у клубі «Фола» з рідного Еш-сюр-Альзетт, кольори якого захищав протягом 1957—1960 років.
Молодий люксембурзький футболіст привернув увагу тренерів одного з лідерів бельгійського футболу — льєзького «Стандарда» та 1960 року приєднався до складу цього клубу. Почав потрапляти до його головної команди в сезоні 1960-61, а вже з наступного сезону став стабільно виходити на поле в основному складі команди. Провів у команді з Льєжа 12 сезонів, протягом яких був ключовою фігурою півзахисту команди та допоміг їй здобути чотири титули чемпіонів Бельгії (в 1963, 1969, 1970 та 1971), а також двічі стати володарем національного Кубка (1966 та 1967).
1972 року перейшов до іншого бельгійського клубу, «Антверпена», у складі якого в сезонах 1973-74 та 1974-75 здобував срібні медалі чемпіонату Бельгії. Останнім клубом активної кар'єри гравця став «Расінг Жет», команда, що змагалася у третьому дивізіоні бельгійської першості, і кольори якої Піло захищав з 1975 по 1978 рік.

## Виступи за збірну
З 1959 року почав запрошуватися до збірної Люксембургу. У складі національної команди виступав до 1977 року. За цей час відіграв за команду в 49 матчах, відзначився 7 забитими голами.

## Тренерська діяльність
Після завершення активної ігрової кар'єри у 1978 році відразу ж отримав пропозицію очолити національну збірну Люксембургу. Керував цією командою до 1984 року, в якому повернувся до Льєжа, очоливши місцевий «Стандард», в якому свого часу провів найкращі роки кар'єри гравця. Пропрацював у «Стандарді» менше одного сезону, лише до травня 1985 року.
Протягом 1985—1988, а згодом й у 1990 очолював команду люксембурзького клубу «Етцелла».

## Досягнення та нагороди

### Командні
- Чемпіон Бельгії (4): 1963, 1969, 1970, 1971.
- Володар Кубка Бельгії (2): 1966, 1967.

### Особисті
- Найвидатніший люксембурзький футболіст 50-річчя (1954—2003)
- Найкращий люксембурзький футболіст року (4): 1966, 1970, 1971, 1972.
- Найкращий люксембурзький спортсмен року (2): 1968, 1969.